# Ligne de flanc

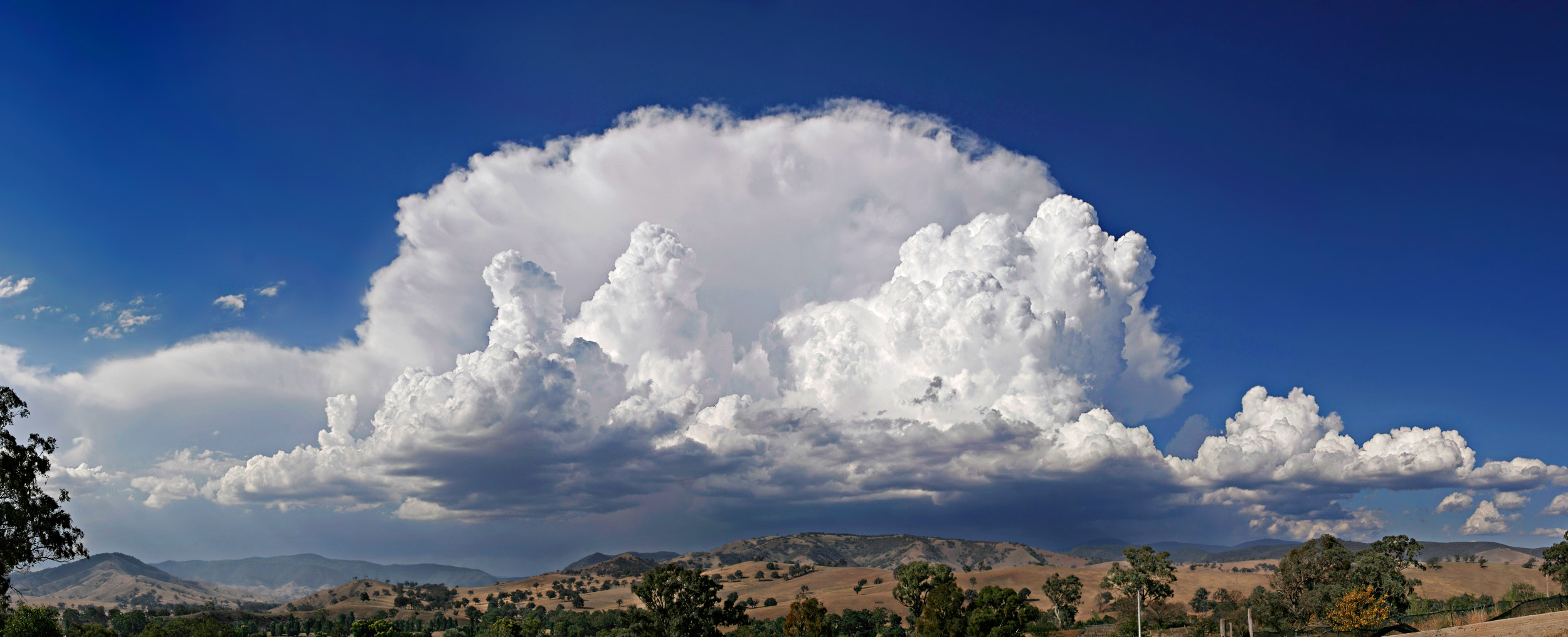
Figure 1 : Ligne de flanc à l'avant d'un gros orage.

Une ligne de flanc est une zone de cumulus congestus ou de petits cumulonimbus qui marquent une zone d'ascendances généralisées à l'avant de gros orages. Ces lignes de flanc se produisent en général à proximité d'orages supercellulaires ou de gros orages multicellulaires.

## Structure d'une ligne de flanc

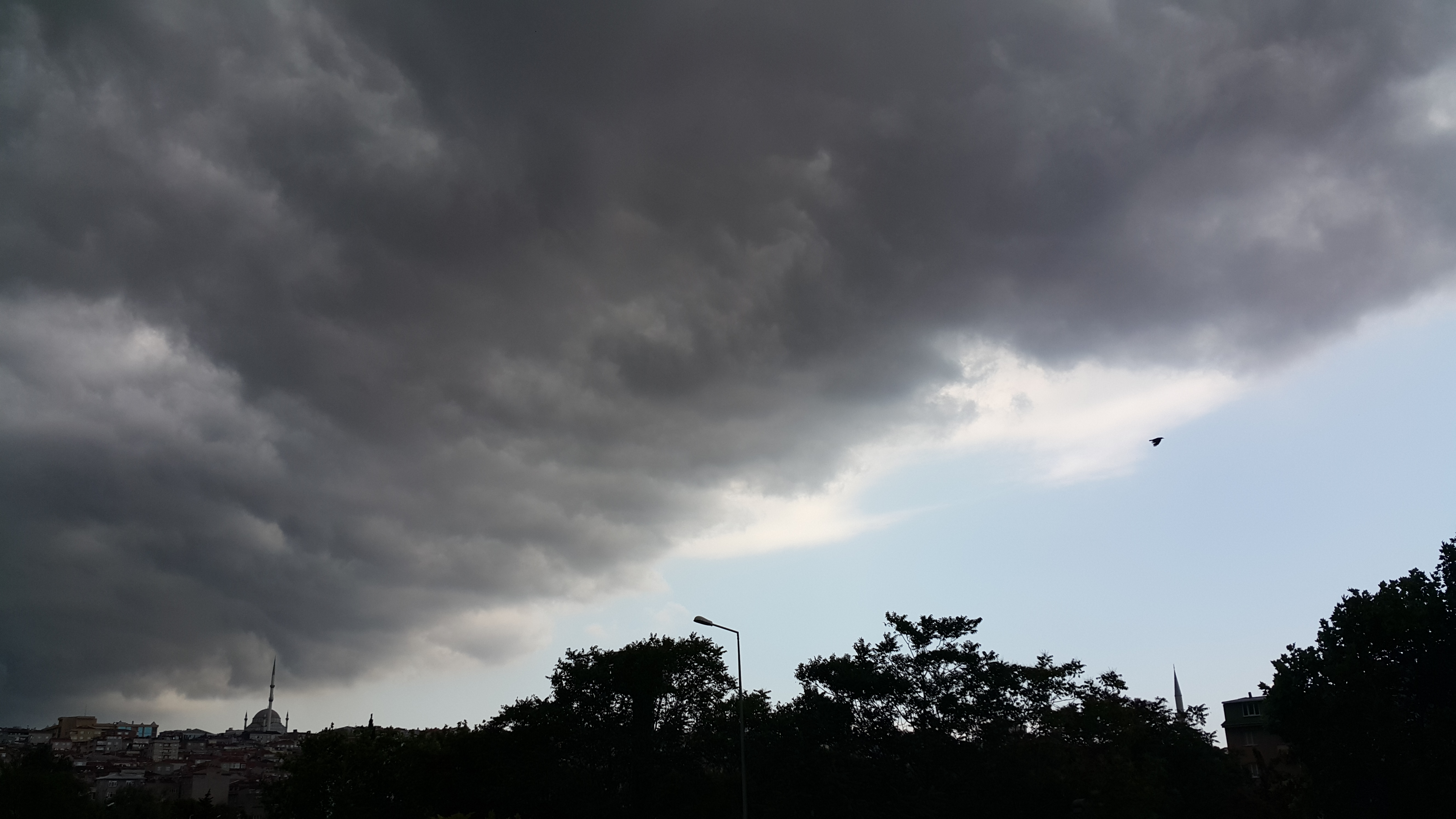
Figure 2 : Ligne de flanc en avant d'un orage au-dessus d'Istanbul

Une ligne de flanc a souvent un aspect étagé où les cellules les plus hautes se trouvent accolées au cumulonimbus principal. La figure 1 illustre cet étagement :
- Au premier plan se trouve une variété de cumulus allant du cumulus mediocris, au cumulus congestus ;
- Derrière se trouvent des cumulonimbus calvus ;
- Finalement l'énorme cumulonimbus capillatus incus domine l'arrière-plan, matérialisant un probable orage supercellulaire.

Les bases des nuages de la ligne de flanc sont soudées les unes avec les autres. La zone à l'avant est généralement sans précipitations mais il est possible de percevoir celles-ci dans la photographie à l'arrière, juste au-dessus de l'horizon, sous le nuage principal.
La figure 2 montre une ligne de flanc à Istanbul vue de dessous. On aperçoit une zone de ciel bleu à droite et une couverture nuageuse sans aucunes précipitations et de violentes précipitations dans le coin à gauche. Cette situation est caractéristique d'un orage violent à venir. Cette situation est comparable aux lignes de flanc évoquées dans le papier de Howard Bluestein (cf infra). On notera que sous cette ligne de flanc, il se produira des ascendances douces et laminaires qui pourraient tenter un pilote de planeur imprudent.

## Formation de la ligne de flanc

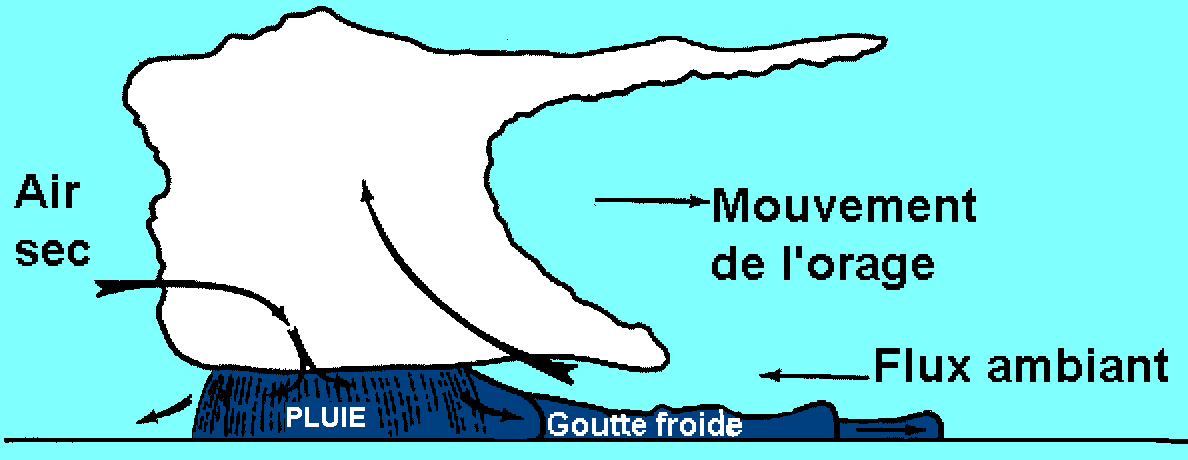
Figure 3 : Formation d'une ligne de flanc engendrée par une goutte froide sous un orage et le front de rafales

Les lignes de flanc sont engendrées par la goutte froide qui forme un coin d'air froid au-dessous de la masse d'air chaud à l'avant de l'orage. Cet air chaud est soulevé dynamiquement et va lui-même engendrer des nuages cumuliformes lorsque la colonne d'air devient saturée.
Ces nuages nourriciers (feeder clouds en anglais) vont s'agglutiner sur le cumulonimbus principal et vont régénérer l'orage. Ces nouveaux nuages nourriciers se situent à l'ouest ou au sud-ouest du nuage principal.
Comme ces ascendances ne partent pas du sol, le niveau de condensation par ascension sera plus élevé que le niveau de condensation par convection associé au cumulonimbus principal. La base des nuages associée à la ligne de flanc étant plus élevée que pour le nuage principal est illustrée dans la zone D de la figure de l'article de Jeff Habby donné en référence . 
D'une certaine manière, plus la différence entre ces deux niveaux est importante, plus la goutte froide est importante et donc plus l'orage est violent.
La ligne de flanc est orientée suivant le vecteur {\displaystyle {\vec {\delta }}} défini par {\displaystyle {\vec {\delta }}={\vec {u_{c}}}-{\vec {c}}} où
{\displaystyle {\vec {u}}_{c}} est la vitesse des nuages convectifs et {\displaystyle {\vec {c}}} est la vitesse de la source. Si {\displaystyle {\vec {s}}} est la vitesse de déplacement de l'orage, l'on a :
{\displaystyle {\vec {s}}={\vec {c}}+{\vec {u_{c}}}}
et donc,
{\displaystyle {\vec {\delta }}={\vec {u_{c}}}-{\vec {c}}=2{\vec {u}}_{c}-{\vec {s}}}
Une ligne de flanc a typiquement une forme en escalier. La pente associée à la ligne de flanc est donc :
{\displaystyle \alpha ={w \over \|{\vec {\delta }}\|}}

## Vol à voile
Une idée répandue dans le monde du vol à voile veut que les ascendances à l'approche d'un système orageux soient presque toujours très fortes et turbulentes
(ce qui est le plus souvent incorrect). Selon ce mythe, voler dans une zone où « cela monte de partout », en ascendances calmes à modérées, ne représente pas de danger puisque que les ascendances devraient être turbulentes dans un orage. 
En fait, la zone turbulente sous un orage se situe dans et près du courant descendant. Les ascendances sous la ligne de flanc et le nuage principal sont le plus souvent relativement laminaires (douces). La réfutation de ce mythe est exprimée de manière poétique par Dominique Musto qui dit que : 

« Pourtant malgré un ciel sombre et l'absence de soleil, les ascendances sont douces et généralisées dans tout le secteur. Quelque chose cloche ! Si nous ne réagissons pas très vite pour descendre, une main invisible risque de nous happer et de nous jeter en enfer !. »

Ce que l'auteur veut dire c'est qu'en volant sous une ligne de flanc, les ascendances seront généralisées et douces. Comme les cellules formant la ligne de flanc vont fusionner avec la cellule principale, les conditions aérologiques vont « s'améliorer » et les ascendances vont devenir de plus en plus fortes et la base des nuages au-dessus du planeur va devenir de plus en plus sombre.
Un autre indice de danger dans ce cas, est la présence d'une base de nuages trop élevée eu égard la différence entre la température et le point de rosée au sol. Cela signifie que le pilote va en fin de compte se retrouver sous la cellule principale sans s'en rendre compte. Si le pilote ignore ces signes avant-coureurs, il risque de faire face à de multiples dangers dont en particulier se heurter à une tornade et désintégrer son frêle esquif.
Nonobstant les dangers précités, Dennis Pagen expérimenta l'exploitation d'une ligne de flanc (qu'il appelle bench) en deltaplane le long d'un orage violent ce qui lui permit de voler à très grande vitesse sur une longueur de 32 km. Ce vol fut effectué lors des préliminaires du championnat du monde de deltaplane 1990 au Brésil. L'auteur reconnaît que son exploit était douteux,.